# Cum mi-am petrecut sfârșitul lumii
Cum mi-am petrecut sfârșitul lumii este un film de lung-metraj realizat de regizorul român Cătălin Mitulescu în 2006. Produs de către Strada Film în coproducție cu Les Films Pelléas (Franța), filmul a fost turnat în București și în suburbia Voluntari (cu excepția câtorva secvențe, filmate la Eșelnița și în apropierea cazanelor Dunării), în vara și toamna anului 2005 (cca. 6 august - 15 octombrie).
Filmul tratează destinul unei mici comunități din preajma Bucureștilor, în pragul Revoluției din 1989, concentrându-se mai ales pe schimbările la care iau parte doi frați, Lalalilu (Timotei Duma) și Eva Matei (Dorotheea Petre). Bucurându-se de o priză foarte bună la public în țară, filmul a fost primit bine și în străinătate, începând cu ediția a 59-a a Festivalului Internațional de Film de la Cannes (unde actrița Dorotheea Petre a primit premiul de interpretare feminină pentru secțiunea Un certain regard).

## Distribuție. Prezentarea actorilor

### Roluri principale

#### Dorotheea Petre
Actrița joacă în film rolul Eva Matei (Eva Stamate, într-o versiune mai veche a scenariului). Născută în 9 ianuarie 1981 la Eforie Nord, după absolvirea liceului a profesat ca educatoare, apoi a studiat actoria la facultatea de teatru a Universității Naționale de Teatru și Film din București (cursuri de licență absolvite în 2006). Anterior filmului, a jucat rolul principal în lung-metrajul Ryna (2005), debutul regizoarei Ruxandra Zenide.

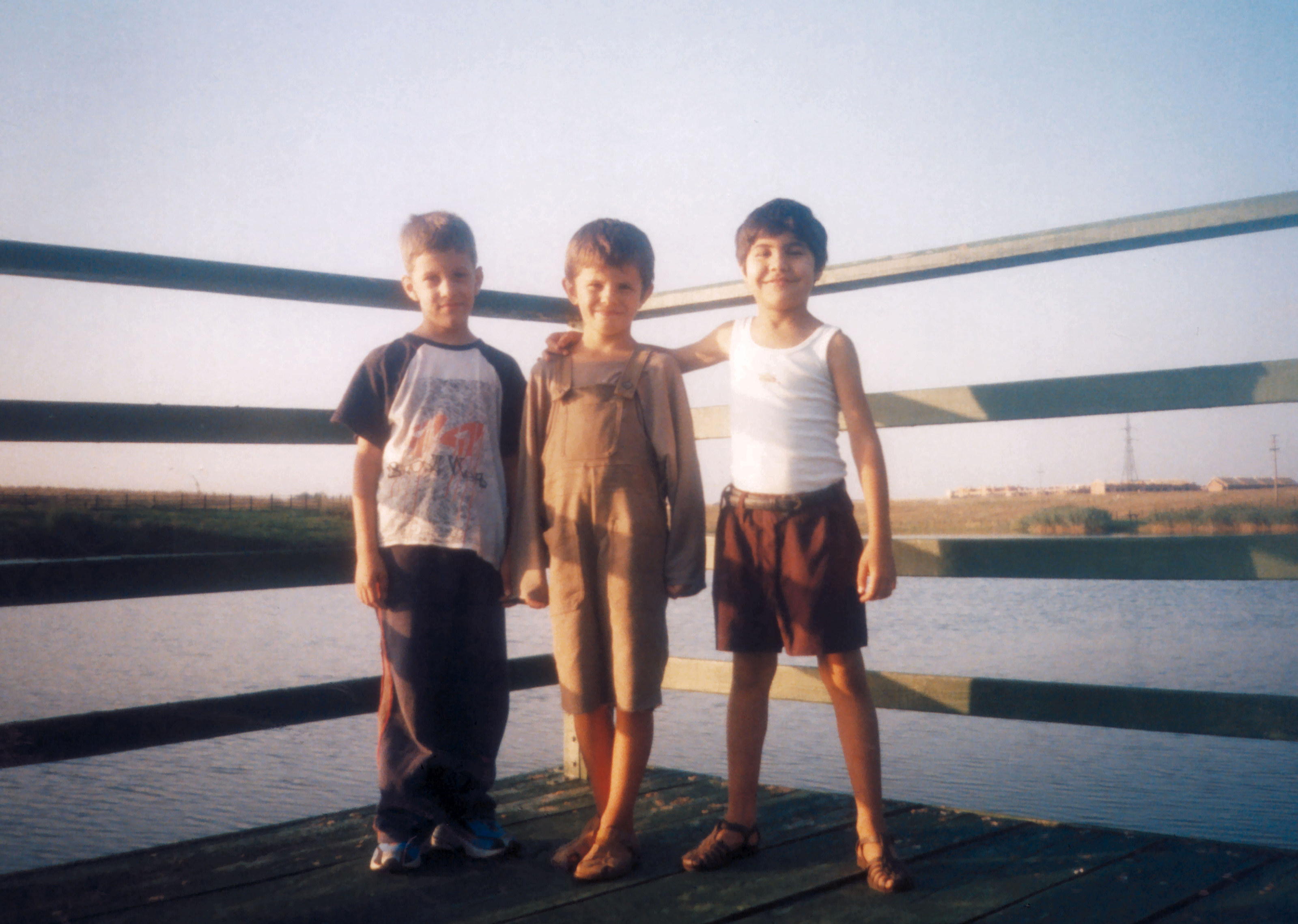
Actorii M. Stoica, T. Duma și M.V. Stan în locația pentru filmare (Pipera, București).

#### Timotei Duma
În film, joacă rolul Lalalilu Matei, fratele Evei. Duma s-a născut în data de 26 noiembrie 1997. Pelicula lui Mitulescu l-a inițiat în lumea filmului; după această participare, deosebit de dificilă și obositoare pentru vârsta lui, a hotărât să renunțe la actorie. Totuși, cuplul interpretat alături de Dorotheea Petre i-a trezit interesul regizorului român Radu Mihai, care i-a distribuit pe cei doi în filmul său de scurt-metraj „Pauza de masă”, prezentat la Festivalul Internațional al Producătorilor de Film Independenți (IPIFF) 2008.

#### Ionuț Becheru
A interpretat în film rolul Alexandru, zis „Vomică”. Becheru s-a născut în 14 aprilie 1988, la Adunații-Copăceni. A debutat în calitate de actor în filmul lui Mitulescu. A dorit inițial să urmeze actoria la facultatea de arte a Universității Hyperion din București, dar ulterior a optat pentru limbi străine.

#### Cristian Văraru
Joacă în film rolul Andrei. S-a născut în 7 august 1987, în București. A jucat ca actor (neprofesionist) de teatru în timpul liceului. Cătălin Mitulescu l-a remarcat la reprezentarea unui spectacol-monolog în cadrul festivalului MaiArt și l-a distribuit în filmul său. Ulterior, Văraru a fost admis în Conservatorul bucureștean. În prezent, lucrează în calitate de compozitor.

#### Marius Valentino Stan
Rolul pe care-l interpretează în film se numește Tarzan. Stan s-a născut pe 12 mai 1996. Participarea la peliculă a reprezentat debutul lui ca actor; a fost ales pentru casting de către Emil Slotea, primul asistent de regie al filmului. Stan este în continuare interesat de actorie.

### Alte roluri
- Carmen Ungureanu – Maria Matei, mama Evei
- Mircea Diaconu – Grigore Matei, tatăl Evei
- Grigore Gonța – Ceaușică, tatăl lui Alexandru
- Jean Constantin – nea Florică
- Nicolae Praida – nea Titi
- Marian Stoica – „Silvică”
- Valentin Popescu – profesorul de muzică (din liceul industrial)
- Florin Zamfirescu – directorul liceului industrial
- Monalisa Basarab – profesoara de cor
- Corneliu Țigancu – Bulba

## Dezvoltarea proiectului
Proiectul filmului a fost început încă din 2004; s-a avansat în stadiul de pre-producție odată cu finalizarea casting-ului, în iunie 2005.
Filmările trebuiau începute pe 1 august 2005, dar din pricina unor defecțiuni tehnice nu s-a putut începe mai devreme de 6 august; s-a filmat mai întâi în Colegiul Național „Sf. Sava”, apoi într-o școală din cartierul Andronache și în împrejurimi - în special, pe strada Galița, dar și pe strada I.L. Caragiale din suburbia Voluntari. Au urmat câteva zile de filmări lângă localitatea Eșelnița, după care s-a revenit în București. Pe 15 octombrie a fost trasă scena cu care se deschide filmul, iar seara a fost organizată petrecerea de sfârșit pentru filmări.
În lunile decembrie-ianuarie 2006 s-a realizat montajul filmului, iar post-producția (între altele, înregistrarea muzicii și a sunetului post-sincron) și distribuirea primelor copii au fost finalizate în aprilie 2006. În luna mai, filmul a participat la Festivalul Internațional de film de la Cannes, ediția a 59-a, alături de alte filme românești (A fost sau n-a fost?, al regizorului Corneliu Porumboiu și Marilena de la P7, în regia lui Cristian Nemescu). Filmul a fost proiectat în premieră mondială la Cannes, de altfel una dintre regulile impuse pentru participare.

## Despre film
„Primul film al lui Cătălin Mitulescu este o poveste încântător spusă. Dorotheea Petre, o magnetică nouă prezență a ecranului. Mitulescu a izbutit să împace cu succes tonalitățile tragicomice oferind spectatorului sentimentul că în epoca aceea au trăit oameni obișnuiți, deloc eroici, care au stat cu teamă în umbră, până când revoluția le-a dărâmat brusc lumea.”—Deborah Young
„«Cum mi-am petrecut sfârșitul lumii» satisface atât gustul pentru filmul de autor, cât și pentru cinematograful comercial; ar trebui să fie un mare succes de public, dacă este promovat ca atare. Într-un debut asigurat, Mitulescu este bine servit de către întreaga distribuție și în special de luminoasa performanță a Dorotheei Petre în rolul Evei.”—Bernard Besserglik

## Premii
- 2006 – premiul pentru cea mai bună actriță (Dorotheea Petre) la secțiunea Un certain regard a Festivalului de Film de la Cannes
- 2007 – patru premii Gopo (Cel mai bun montaj, Cea mai bună muzică originală, Cea mai bună scenografie și Cele mai bune costume)